# Biełojarskij
Biełojarski (ros. Белоярский) – miasto w Rosji, w Chanty-Mansyjskim Okręgu Autonomicznym – Jugrze, ośrodek administracyjny rejonu biełojarskiego. Sam Biełojarski administracyjnie nie wchodzi jednak w skład rejonu, stanowiąc miasto wydzielone okręgu autonomicznego.
Miasto leży nad rzeką Kazym i liczy mieszkańców 19.516 (2005 r.).
Założone zostało w 1969 r. w związku z eksploatacją złóż ropy naftowej i gazu ziemnego, prawa miejskie od roku 1988.
Gospodarka miasta związana jest silnie z eksploatacją złóż ropy i gazu, istnieją także zalążki innych gałęzi przemysłu, m.in. drzewnego.